# Хенрикссон, Аксель
Аксель Хенрикссон (швед. Axel Henriksson; род. 16 апреля 2002, Швеция) — шведский футболист, полузащитник клуба «Блэкберн Роверс».

## Клубная карьера

### Ранняя карьера
Аксель Хенрикссон родом из Бьёрланды. Свою юношескую карьеру он начал в местной футбольной школе «Зенит», а затем поступил в академию «Хеккена». В детстве он также занимался лёгкой атлетикой.
В 2021 году он принял участие в трёх предсезонных матчах в составе первой команды «Хеккена». Дебютировал Хенрикссон во взрослом футболе за «Хеккен» в марте 2021 года в рамках полуфинала Кубка Швеции 2020–2021 против «Вестероса». Затем он пропустил остаток сезона 2021 года из-за травмы колена. Когда его контракт с «Хеккеном» подошел к концу, ему не была предложена новая сделка, и он перешёл в ГАИС. 

### ГАИС
На тот момент ГАИС был представителем Первого дивизиона Швеции, и Хенрикссон сходу стал игроком стартового состава. В 2022 году Хенрикссон забил 11 голов и помог ГАИСу выйти во вторую по значимости лигу Швеции Суперэттан. В 2023 году ГАИС завоевал второе подряд повышение в классе, квалифицировавшись в Аллсвенскан. Хенрикссон стал настоящим любимцем местной публики.
Впервые Хенрикссон сыграл в Аллсвенскан в марте 2024 года в матче против «Броммапойкарна». Свой первый гол и дубль в Высшем дивизионе он забил в матче против «Эльфсборга» в мае 2024 года. Уже тогда футбольные эксперты стали называть Акселя Хенрикссона самой заметной фигурой в ГАИСе.
В то же время он стал несколько противоречивым футболистом. После того как Хенрикссон забил гол в дерби между «ГАИС» и «Гётеборгом» в мае 2024 года, он был замечен поющим вместе с болельщиками оскорбляющие соперника чанты «Pissa, pissa på, pissa på IFK». Также ему пришлось приносить публичные извинения за то, что он поддержал болельщиков в использовании пиротехники на трибунах.

### Блэкберн Роверс
6 августа 2025 года Хенрикссон подписал контракт с «Блэкберн Роверс» сроком на четыре года и с опцией продления ещё на один сезон. Спустя три дня полузащитник дебютировал за новую команду в рамках первого тура Чемпионшипа сезона 2025/26, выйдя на игру против «Вест Бромвич Альбион» в основном составе. «Блэкберн» уступил со счётом 1:0.

## Личная жизнь
В феврале 2022 года у него была диагностирована болезнь Крона.

## Достижения
Хеккен
- Финалист кубка Швеции: 2020/21

## Клубная статистика
| Клуб             | Сезон            | Лига             | Лига | Лига | Национальный кубок | Национальный кубок | Кубок лиги | Кубок лиги | Прочее | Прочее | Итого | Итого |
| Клуб             | Сезон            | Дивизион         | Игры | Голы | Игры               | Голы               | Игры       | Голы       | Игры   | Голы   | Игры  | Голы  |
| ---------------- | ---------------- | ---------------- | ---- | ---- | ------------------ | ------------------ | ---------- | ---------- | ------ | ------ | ----- | ----- |
| Хеккен           | 2021             | Аллсвенскан      | 0    | 0    | 1                  | 0                  | —          | —          | —      | —      | 1     | 0     |
| ГАИС             | 2022             | Дивизион 1       | 20   | 11   | 1                  | 0                  | —          | —          | —      | —      | 21    | 11    |
| ГАИС             | 2023             | Суперэттан       | 17   | 6    | 1                  | 0                  | —          | —          | —      | —      | 18    | 6     |
| ГАИС             | 2024             | Аллсвенскан      | 26   | 8    | 1                  | 0                  | —          | —          | —      | —      | 27    | 8     |
| ГАИС             | 2025             | Аллсвенскан      | 12   | 1    | 3                  | 0                  | —          | —          | —      | —      | 15    | 0     |
| ГАИС             | Итого            | Итого            | 75   | 26   | 7                  | 0                  | —          | —          | —\|    | —\|    | 82    | 26    |
| Итого за карьеру | Итого за карьеру | Итого за карьеру | 75   | 26   | 8                  | 0                  | —          | —          | —\|    | —\|    | 83    | 26    |

1. ↑  Включая Кубок Швеции, Кубок Англии
2. ↑  Включая Кубок Английской футбольной лиги